# 藤沼湖自然公園
藤沼湖自然公園（ふじぬまこしぜんこうえん）は福島県須賀川市江花にある自然公園である。

## 施設
公園内に水と緑のふれあいランド、三世代交流館、体験館、多目的グランド、パークゴルフ場、オートキャンプ場やコテージ村、藤沼温泉やまゆり荘など施設が多数存在する。